# Euprosopia gigas
Euprosopia gigas är en tvåvingeart som beskrevs av Mario Bezzi 1916. Euprosopia gigas ingår i släktet Euprosopia och familjen bredmunsflugor. Inga underarter finns listade i Catalogue of Life.